# Ільмівка
І́льмівка — село в Україні, у Городнянській міській громаді Чернігівського району Чернігівської області. 
Відстань до центру територіальної громади становить майже 32 км і проходить автошляхом місцевого значення.
Поблизу села розташований пункт контролю Ільмівка — Глибоцьке на кордоні із Білоруссю.

## Історія
Під час організованого радянською владою Голодомору 1932—1933 років померло щонайменше 3 жителі села.
У 2020 році в селі був буревій, по селу гілля прибирали і в 2021 році.
12 червня 2020 року, відповідно до розпорядження Кабінету Міністрів України № 730-р від «Про визначення адміністративних центрів та затвердження територій територіальних громад Чернігівської області», село увійшло до складу Городнянської міської громади.
19 липня 2020 року, в результаті адміністративно-територіальної реформи та ліквідації Городнянського району, село увійшло до складу Чернігівського району.
У результаті адмінреформи 2020 року, село Ільмівка стала центром старостату, старостою стала Наталія Григоренко, колишня депутатка районної ради й директорка Ільмівської школи.
До старостату увійшли навколишні села (всього 7 із Ільмівкою):
- Ближнє;
- Карпівка;
- Мости;
- Світанок;
- Володимирівка;
- День-Добрий.

## Інфраструктура
Медпункт, клуб і школа.
Мобільний зв'язок та інтернет працюють із перебоями, як і ТБ та радіо. Натомість білоруські канали та радіо добре показують.

## Населення
Згідно з переписом УРСР 1989 року чисельність наявного населення села становила 514 осіб, з яких 224 чоловіки та 290 жінок.
За переписом населення України 2001 року в селі мешкали 393 особи.

### Мова
Розподіл населення за рідною мовою за даними перепису 2001 року:
| Мова       | Кількість | Відсоток |
| ---------- | --------- | -------- |
| українська | 382       | 97.20%   |
| білоруська | 6         | 1.53%    |
| російська  | 5         | 1.27%    |
| Усього     | 393       | 100%     |